# Ormosia perpusilla
Ormosia perpusilla là một loài ruồi trong họ Limoniidae. Chúng phân bố ở vùng nhiệt đới châu Phi.